# 吾妻四郎助光
吾妻四郎助光（あがつましろうすけみつ、生没年不詳、伝・承久3年（1221年）没）は鎌倉時代の『吾妻鏡』に登場する人物で、弓の名手である。吾妻助光とも。伝説的には、上野国吾妻郡（群馬県の吾妻川流域）を治めた吾妻氏の一族であるとか、岩櫃城城主であったなどというが、具体的な証拠はない。

## 概要
吾妻氏は鎌倉時代から南北朝時代にかけて、上野国吾妻郡（群馬県の北西部の吾妻川流域）東部を支配したと伝わる氏族である。ただし史料など具体的な根拠に欠き、伝承や伝説に頼らない確実なことはほとんど何も判っていない。
確実にいえることは、「吾妻四郎助光」が鎌倉時代の史書『吾妻鏡』に4度登場し、将軍源実朝に仕える弓の名手であったということである。『吾妻鏡』では、「吾妻四郎助光」は鎌倉在住の御家人としてのみ登場し、領地が吾妻郡であったかどうかについても全く言及はなく、またその系譜や末路、後裔についても一切触れられていない。
江戸時代以降、吾妻郡や吾妻氏についてさまざまな伝承や伝記を収録したいくつもの文献が登場し、「吾妻四郎助光」もそれらの中に言及がある。ただし、これらの諸伝が何を根拠に書かれたかは不明で、『吾妻鏡』などと矛盾する点もあり、信頼に足るものではないと考えられている。これらの諸伝のなかには、吾妻氏は承久の乱を境にいちど断絶したとするものがあり、これをもとに「前吾妻氏」と「後吾妻氏」に区分される場合もある。吾妻四郎助光（吾妻助光）は「前吾妻氏」の最後の当主であるともいう。

## 背景

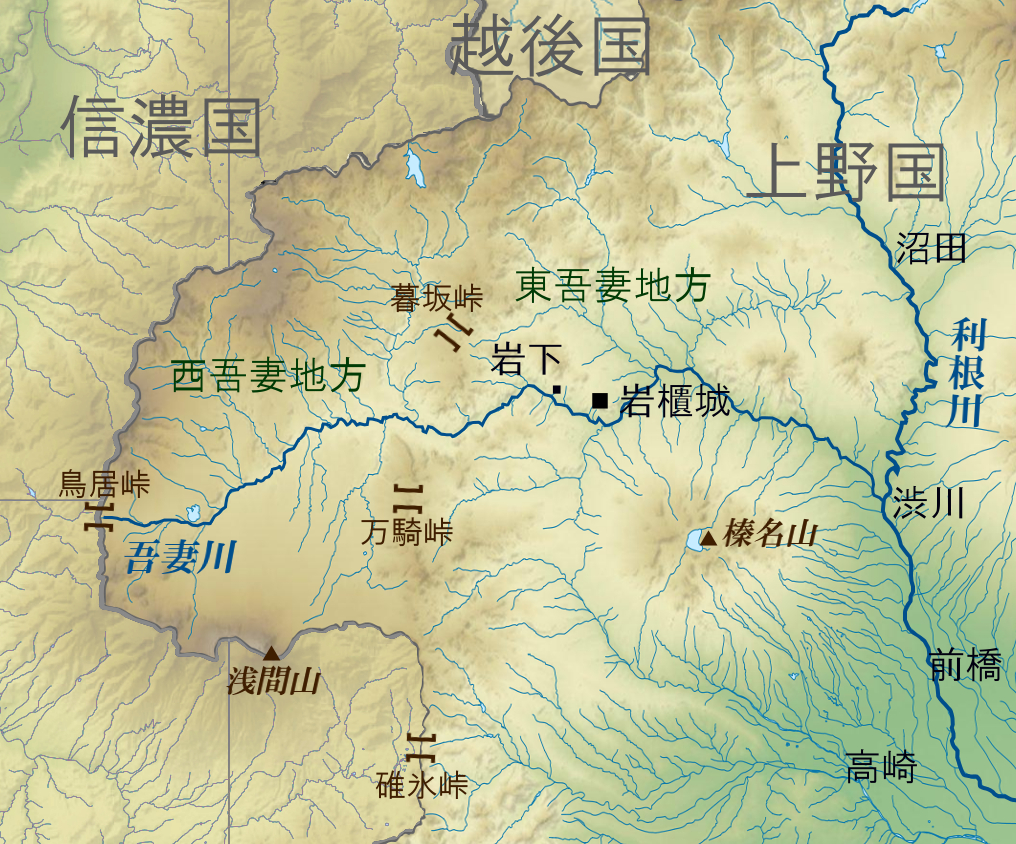
吾妻地方概略図

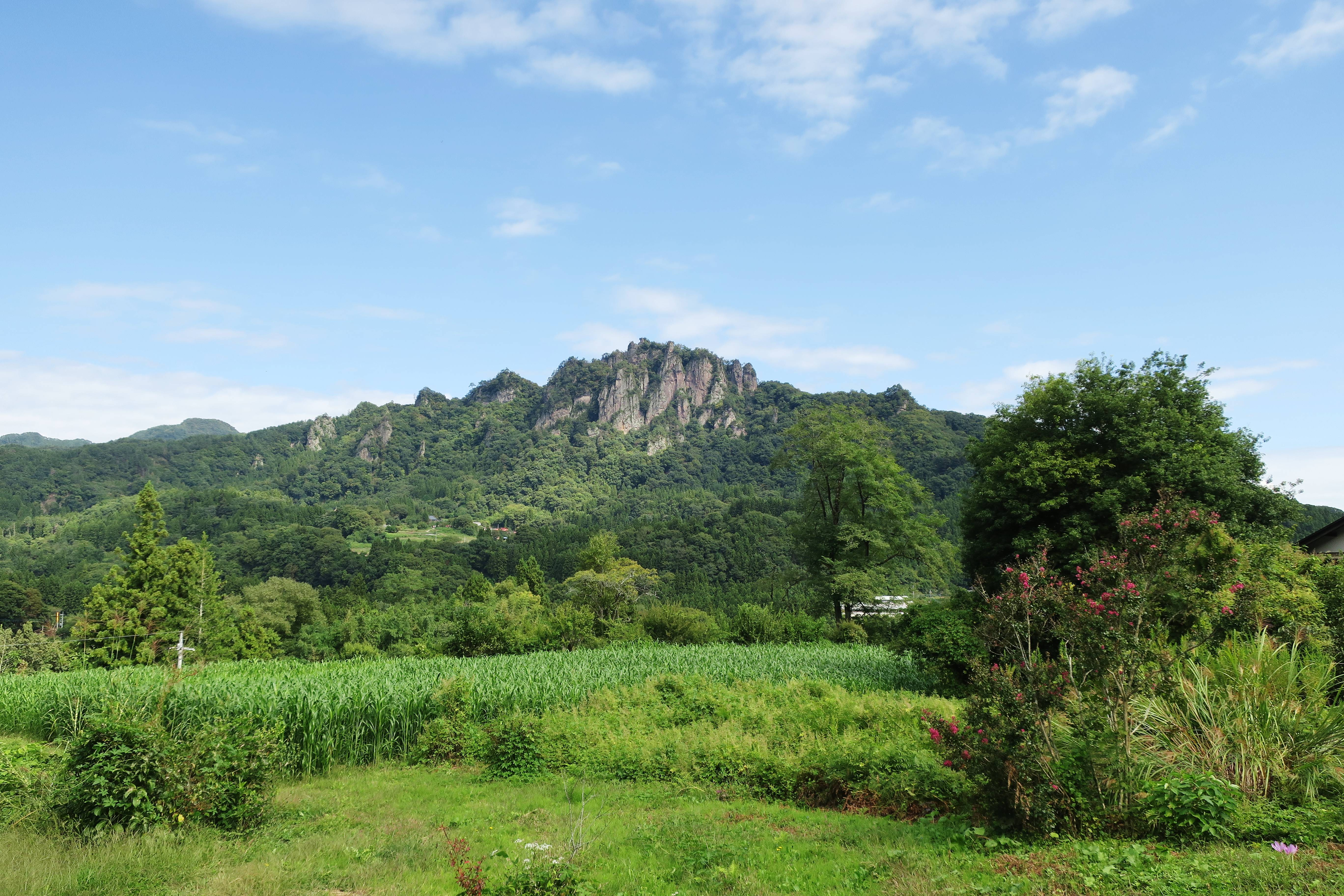
岩櫃城があった岩櫃山。吾妻四郎助光はその城主だったとする伝承もあるが、史実性は不確かである。

他地域と比較すると上野国は中世以前の信頼できる史料が少ないとされ、とりわけ吾妻地方（吾妻川流域）はその傾向が顕著である。その原因として、古代から中世にかけての榛名山や浅間山の噴火で吾妻地方の在地領主が大打撃を受けたこと、戦国時代に相模の北条氏・甲斐の武田氏・越後の上杉氏という有力戦国大名が進出して上野の有力戦国大名が育たなかったこと、などがあげられている。いずれにせよ、中世の吾妻地方の勢力図を直接示す史料はなく、『吾妻鏡』に「吾妻氏」が登場すること以外には、確かなことは何もわからない。
その『吾妻鏡』においてもわずかに吾妻氏の名前があるのみで、吾妻氏が吾妻郡を領知していたのかどうかについてさえ、何も言及がない。登場する吾妻氏数名のうち、最も詳述されている「吾妻四郎助光」は、鎌倉在住の人物として描かれている。ただ、吾妻氏の名が、他の上野国の御家人と並んで列記されていることから、吾妻氏も上野国の有力御家人だったのだろうと推定されている。
吾妻地方の中世の情勢を示す同時代的史料が永禄年間（1558年 - 1570年）の『関東幕注文』である。この文書は上杉謙信が関東地方に進出した際に服属した東国諸将を記録したもので、このなかに吾妻地方の有力者として「岩下衆」の「斎藤越前守」の名が見える。この斎藤氏は、のちに武田氏・真田氏と争って滅ぼされた岩櫃城の斎藤氏と目される。しかし『関東幕注文』には「岩櫃」ではなく「岩下」とあることから、『関東幕注文』の時点ではまだ斎藤氏は岩櫃城に拠っていなかったのではないか、とも考えられている。岩櫃城の斎藤氏は吾妻氏の後裔を標榜したというが、確かなことは判っていない。
江戸時代になって、吾妻地方についての「史書」が民間でさかんに書かれた。しかしこれらはいずれも根拠が全く不明で、明らかに史実でない内容も含まれており、「伝説集」にすぎないものとされている。いくらか信頼性があるとされるのが元沼田藩藩士による『加沢記』で、当時実在した史料を多数引用していて、その史料の一部が現存して検証できることから記述の妥当性が裏付けられている。とはいえ、現存しない史料も含まれていて真偽は不明な部分も多く、全部を無批判に採用できるものでもない。
吾妻氏に関する情報源は、『加沢記』や数々の伝説集にほぼ限られている。「吾妻四郎助光」はそのような伝承・伝説に拠っており、史実性については判っていない。

## 『吾妻鏡』に登場する吾妻四郎助光
鎌倉時代の成立と推定されている歴史書『吾妻鏡』には、「吾妻氏」から「吾妻八郎」「吾妻太郎」「吾妻四郎助光」の3人が登場する。これにより平安時代末期から鎌倉時代初期の東国に「吾妻氏」という有力御家人がいた事自体は確実性が高いとみられる。しかし『吾妻鏡』には所領や系譜などの記載はなく、詳しいことは何もわからない。

### 1204年2月10日
「吾妻四郎助光」は元久元年（1204年）2月の鎌倉幕府の御的会に選抜射手として登場する。これは源実朝が将軍位を継いで最初の弓初め会であった。四郎助光はこのとき新将軍の前で技を披露する6名に選抜されていることから、相当な名手であったことが窺える。

### 1207年8月17日
建永2年（1207年）夏、源実朝が鶴岡八幡宮の放生会に臨むにあたり、警護のため「吾妻四郎助光」が伴を命じられた。ところが吾妻助光を含め、これを怠る者が続出した。実朝は急遽代わりの警護を手配しなければならなくなり、大きく出発が遅れてしまう。その結果、奉納舞楽の上演が夜にずれ込んでしまい、実朝は全ての予定を果たすことができずに帰る羽目になった。
後日この件が問題視され、執権北条義時、駿河守北条時房、大江広元、三善善信、それに二階堂行光によって詰問が行われた。吾妻四郎助光以外にも不参加だった武将がいたが、彼らはそれぞれ、身内に不幸があって服喪しており慶賀行事に参加するのは憚られたとか、病気で体調を崩していたとか申し立てて難を逃れた。しかし吾妻四郎助光は適切な理由を述べることができなかった。
二階堂行光は、大名でもない吾妻助光が伴に加えられるのは武勇をかわれての名誉なのに、怠るとは何事かと咎る。吾妻助光は、晴れの舞台のために用意した鎧をネズミに齧られてしまい、傷物の鎧で列に加わってはかえって将軍の恥になると考えて自重した、と弁解した。
だがこれが逆に二階堂行光の逆鱗に触れた。二階堂行光は、列に加わるのはあくまで警護が目的であり、新調の鎧で着飾って見せるのではなく、倹約して代々使い古されて傷んだ鎧を着てこそ武士の誉れである、と叱る。そのうえで、吾妻助光は以後の出仕に及ばずとされてしまう。

### 1207年12月3日
この年の暮れ、実朝の館の上空にアオサギが飛来し、寝殿の屋根に居着いてしまった。近習にこれを射落とすように命ずるも、誰も名乗り出ない。そこで北条義時（相模守）は、先般勘気に触れて退けられてしまった吾妻助光が近くに待機しているはずなので、召し出せと命じる。
吾妻四郎助光は急遽駆けつけた。慌てたために衣服を逆さまに着用していたという。助光は狙いを定めて矢を放つも、その場の者たちからは助光が的を外してしまったように見えた。ところがサギは庭先に落ちてくる。助光は、サギの左目に矢羽根をかすらせて、サギを落として生け捕りにするという離れ技を披露したのだった。
助光はその腕前を称賛され、太刀を授かるとともに、改めて実朝の側近に取り立てられた。
一連のエピソードから、吾妻四郎助光は鎌倉に住んで幕府に勤めていたことが窺い知れる。

### 1209年1月6日
その後も正月の弓始めで助光が射手を務めたことが記録されている。
『吾妻鏡』ではこの記録を最後に、吾妻氏に関する記述はない。

### 後世の言及
『再編吾妻記』には吾妻四郎助光が将軍の館の屋根からサギを射落とした逸話が収録されている。

## 伝承や物語に登場する吾妻四郎助光
江戸時代になると、吾妻地方では地元の歴史を綴ったさまざまな書物が著された。地元の仏僧が著したという『原町岩櫃城記録』（天和3年（1683年））、『再編吾妻記』（享保5年（1720年））、『吾妻軍記』（年代不詳）、町人が著したという『吾妻郡略記』（『吾妻略記』）などである。
しかしこれらが書かれた時代は、「吾妻氏」がいたという鎌倉時代からは500年あまりも後代のものであり、何を根拠に書かれたのかは全く不明である。記述を裏付ける証拠は何もなく、これらの書物に対しては、「信頼には足りない」「どの辺まで信用してよろしいか誠にわからない」「もちろん信ずるわけにはいかない」「全面的に信じがたい」「史料として信頼できるのは『吾妻鏡』の記事のみ」といった評価が下されている。
いくらか信頼性を評価されているものとしては、元沼田藩藩士が著した『加沢記』がある。この文献は、執筆当時存在したという数多くの史料を引用していて、その史料のいくつかは現存して照合が行われており、一定の信頼性が認められている。しかし、現存しない史料も多くあるため、『加沢記』を全面的に信用することもできない。
近代以降の研究としては、旧原町（のちに合併して吾妻町を経て東吾妻町となる）の役場に所蔵されていた『原町地誌』（1894年（明治27年）再補）があげられる。この文献では吾妻四郎助光の父を「吾妻太郎助亮」とし、さらにその父祖を、「吾妻権守兼成」「吾妻権守上野介兼助」などと遡ると藤原秀郷に至るとしている。ただしこの記述は『尊卑分脈』に合致しないほか、江戸時代の諸伝とも辻褄が合わない。

### 『加沢記』
江戸時代に元沼田藩藩士が書いたのが『加沢記』である。その「岩櫃城由来之事 並 吾妻太郎殿 附 吾妻三家之事」という章に吾妻氏の来歴が示されており、吾妻四郎助光の言及がある。
この記述に従えば、藤原南家の藤原為憲の子孫が吾妻氏の初代「吾妻太郎維元」である。吾妻氏は代々上野国吾妻郡を領知したという。その4代目が「四郎助光」である。しかし、四郎助光は承久の乱（1221年）の際、鎌倉幕府軍の一員として西へ向かう途上、宇治川の合戦で溺死したのだという。『加沢記』とは違い、尾張国で戦死したとする伝もある。
吾妻氏のルーツについては他の文献では異説・異伝がある。藤原北家の末裔とする伝や清和源氏の子孫とする伝があるほか、これらの名族がルーツではないという説があるものの、いずれも根拠に欠き確実なものはない。
『加沢記』では、助光が戦死した後の吾妻氏のことも触れられている。これによると、吾妻四郎助光の死後、重臣の大野氏・塩谷氏・秋間氏が主家を事実上乗っ取って、三家で吾妻氏の領地を分け合ってしまったという。

### 『原町地誌』
明治24年（1891年）の旧原町（後の東吾妻町）による『原町地誌』には次のようにある。
しかし『原町地誌』の記述が何に基づいているかは不明である。

### 吾妻四郎助光と妖怪
吾妻四郎助光の死因を妖怪の祟りとする伝承もある。この伝承では、吾妻四郎助光は岩櫃城の城主となっている。その岩櫃城や城下に「ヨウケツ（ヨウゲツ、妖訣）」という妖怪が出没、吾妻四郎助光もその祟りにより殺され、吾妻氏も断絶してしまったという。
吾妻四郎助光を死に至らしめた「ヨウケツ」は、妖怪ではなく山賊だとする伝もある。妖怪とは明言せず、原因不明だが城内で起きた騒乱のために吾妻四郎助光が死んだともいう。妖怪「ヨウケツ」は、吾妻四郎助光の治世が乱れて城下が乱れたことの隠喩であるとする者もいる。
この妖怪譚に、後日談が続くバリエーションもある。源頼朝の重臣に藤原北家の藤原行平という人物がおり、妖怪「ヨウケツ」を退治するため、息子で下河辺荘（下総国葛飾郡）の庄司である藤原行家（下河辺行家）を岩櫃へ派遣した。藤原行家は「ヨウケツ」を討伐すると、その功で吾妻郡を与えられた。このとき、吾妻家では唯一、吾妻四郎助光の娘が生き残っていたので、この娘を藤原行家の息子の行重と結婚させた。以後、藤原行家は吾妻太郎行家と名乗り、息子には吾妻太郎行重と名乗らせたという。これにより吾妻氏は再興された。行重の子に吾妻太郎行盛が出たとも云う。
ただし、これらの伝承にみられる「藤原行平（下川辺行平）」「行家」「行重」「行盛」という系図を裏付けるような確かな史料はなく、あくまでも伝説に過ぎない。現代的な研究では、岩櫃城の建築時期は南北朝時代以降と考えられており、鎌倉時代に「吾妻四郎助光が岩櫃城主だった」というのも時代が合わない。